# Hura
Hura — рід квіткових рослин родини молочайних (Euphorbiaceae).

## Поширення
Рід поширений у Центральній та Південній Америці. Інтродукований у Гвінеї, Беніні та ЦАР.

## Види
- Hura crepitans L.
- Hura polyandra Baill.